# بوستان قائم‌مقام
بوستان قائم‌مقام یا باغ قائم‌مقام، یکی از بوستان‌های تبریز است که در حاشیه شمالی بزرگراه چای‌کنار بین تکیه حیدر و بازارچه سرخاب و در همسایگی خانه ثقةالاسلام قرار دارد. باغ قائم‌مقام که در زمان حکومت نایب‌السلطنه شاهزاده عباس میرزا و توسط وزیر او میرزا عیسی قائم مقام فراهانی ساخته شد .
این باغ در سال ۱۳۸۱ خورشیدی توسط شهرداری تبریز از خانواده رونقی خریداری شد و به پارک و گردشگاه عمومی تبدیل شد.